# 克里斯·范荷倫
小克里斯托弗·「克里斯」·范荷倫（英語：Christopher "Chris" Van Hollen, Jr.；1959年1月10日—）是美國民主黨的政治人物。自2003年開始，他是馬里蘭州第8選舉區選出的美國眾議院議員。2016年他參加美國參議院選舉並成功當選，2022年再度連任。

## 美國參議院
2021年6月，与共和党参议员帕特·图米一同呼吁对迫使香港《苹果日报》停刊的人实施制裁。

## 政治選舉
2002年，克里斯·荷倫進入了競爭激烈的民主黨初選中，與什里弗（Shriver）和前克林頓政府助手艾拉·夏皮羅（Ira Shapiro）競爭。荷倫發起了一次非常成功的選舉動員。在獲得《華盛頓郵報》，《巴爾的摩太陽報》和其他當地報紙的認可後，範霍倫以43.5％的得票率擊敗了什里弗（40.6％）。

## 政治立場

### 經濟
2016年，克里斯·荷倫在參議院支持提高最低工資，帶薪病假，擴大收入所得稅，擴大女性同等報酬，增加兒童保育稅收抵免額以及金融交易稅。

### 選舉
2018年10月，克里斯·荷倫和蘇珊·柯林斯（Susan Collins）發起了一項兩黨法案，該法案如果獲得通過，將阻止“外國對手的任何人操控美國選舉”。《保護選舉法》將使與選舉有關的公司公開外國所有者，並在所有權發生變化時通知地方，州和聯邦當局。違反規定的公司將面臨10萬美元的罰款。

### 醫療
克里斯·荷倫支持奧巴馬醫改。

## 外部連結
- 克里斯·范荷倫參議院競選網站 （页面存档备份，存于）
- 中的“克里斯·范荷倫”
- Background and collected news at The Washington Post
- 美國國會國家人物傳記大辭典中的傳記
- 由華盛頓郵報維護的投票記錄
- 智慧投票计划中的傳記、投票紀錄及利益集團評級
- Congressional profile at GovTrack
- Congressional profile at OpenCongress
- Issue positions and quotes at On the Issues
- Financial information at OpenSecrets.org
- Staff salaries, trips and personal finance at LegiStorm.com
- 聯邦選舉委員會中的競選財務報告和數據
- Appearances on C-SPAN programs
- 查理·羅斯訪談錄上的出場
- 網路電影資料庫上的亮相頁面
- Works by or about 克里斯·范荷倫 in libraries (WorldCat catalog)
- Profile at Ballotpedia

| 美国众议院               | 美国众议院                                                          | 美国众议院                      |
| ------------------------ | ------------------------------------------------------------------- | ------------------------------- |
| 前任者： 康妮·莫雷拉     | 馬利蘭州第八國會選區 眾議院議員 2003年－2017年                      | 繼任者： 傑米·拉斯金            |
| 政党职务                 |                                                                     |                                 |
| 前任者： 拉姆·伊曼纽尔   | 民主黨國會競選委員會主席 2007年－2011年                             | 繼任者： 史提夫·伊斯雷爾        |
| 前任者： 哈維·貝西拉     | 众议院民主党领袖助理 2009年–2011年                                  | 繼任者： 吉姆·克莱本            |
| 前任者： 芭芭拉·米庫斯基 | 美國參議員馬里蘭州民主黨被提名人 （第3類） 2016年、2022年           | 最新的                          |
| 前任者： 喬恩·泰斯塔     | 民主黨參議院競選委員會主席 2017年–2019年                            | 繼任者： 凱瑟琳·科爾特斯·馬斯托 |
| 美国参议院               |                                                                     |                                 |
| 前任者： 芭芭拉·米庫斯基 | 馬里蘭州第3類參議員 2017年－ 與班·卡定、安杰拉·奥索布鲁克斯同時在任 | 現任                            |
| 美國排位名單             |                                                                     |                                 |
| 前任者： 丹·沙利文       | 美國參議員資歷 第66位                                               | 繼任者： 托德·揚                |